# Tadeusz Wołek
Tadeusz Jerzy Wołek (ur. 26 listopada 1952) – polski sędzia i urzędnik państwowy, w latach 2003–2005 podsekretarz stanu w Ministerstwie Sprawiedliwości.

## Życiorys
Ukończył studia prawnicze, zdał egzamin sędziowski. Orzekał w Wojewódzkim Sądzie Administracyjnym w Krakowie, gdzie został prezesem. Był egzaminatorem z zakresu prawa administracyjnego na egzaminach zawodowych dla adwokatów. 15 stycznia 2003 powołany na stanowisko podsekretarza stanu w Ministerstwie Sprawiedliwości, odpowiedzialnego za sądownictwo. Odwołany 30 kwietnia 2005. Powrócił później do orzekania w Wydziale II WSA w Krakowie.